# Futbola Klubs Rīga
Il Futbola Klubs Rīga è stata una società calcistica lettone di Riga.

## Storia
La squadra fu costituita nel 1999 e nello stesso anno vinse la Coppa di Lettonia grazie al successo nella finale contro i rivali cittadini dello Skonto.
Ha partecipato alla Coppa UEFA nella stagione 1999/00, dove affrontò gli svedesi dell'Helsingborg conseguendo uno 0-0 in casa e uno 0-5 in trasferta. Fu sciolta nel 2008.

## Palmarès

### Competizioni nazionali
- Coppa di Lettonia: 1

1999

### Altri piazzamenti
- Campionato lettone:

Terzo posto: 2007
- Coppa di Lettonia:

Semifinalista: 2003
- Coppa Intertoto UEFA:

Finalista: 2008
- Baltic League:

Semifinalista: 2008